# Thomas Beerdsen
Thomas Beerdsen (Apeldoorn, 13 september 1998) is een Nederlands schaakgrootmeester (GM).

## Schaakcarrière
Beerdsen schaakte al op jonge leeftijd en won twee edities van de Open Nederlandse Jeugdschaak Kampioenschappen (2008 en 2011). Hij scoorde 6 uit 13 in januari 2023 tijdens het Tata Steel-toernooi 2023, waar hij meespeelde in de uitdagersgroep. Hij voldeed aan twee van de drie normen om schaakgrootmeester te worden in resp. Kragerø (Noorwegen) en Barcelona (El Llobregat). Zijn derde norm haalde hij later dat jaar.